# یواس‌اس سومرز (۱۸۱۲)
یواس‌اس سومرز (۱۸۱۲) (به انگلیسی: USS Somers (1812)) یک کشتی بود. این کشتی در سال ۱۸۱۲ ساخته شد.